# Henny Knoet
Henny Knoet (Bergen op Zoom, 3 de mayo de 1942 - Sprang-Capelle, 26 de agosto de 2013) fue un diseñador holandés. Es reconocido principalmente por sus contribuciones para Efteling.
Después de haber trabajado en Alemania, Knoet comenzó en 1979 en Efteling como planificador del parque. Sus propias contribuciones se caracterizan por un estilo de fiesta y colorido. Se retiró en 2007 a la edad de 65 años, indicando que él quería hacer espacio para los nuevos diseñadores.